# Sphaerodactylus sputator
Espèce
Synonymes
- Lacerta sputator Sparrman, 1784
- Sphaerodactylus pictus Garman, 1887

Sphaerodactylus sputator est une espèce de geckos de la famille des Sphaerodactylidae.

## Répartition
Cette espèce se rencontre :
- sur les îles de Saint-Christophe et de Niévès ;
- sur les îles de Dog Island, de Sombrero et d'Anguilla ;

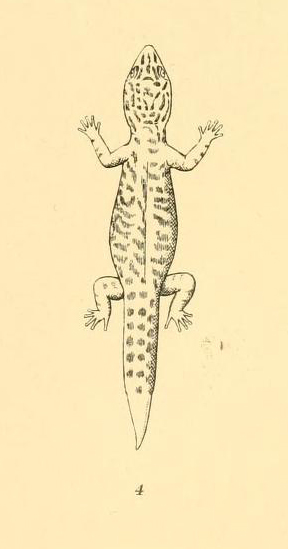

- sur l'île de Saint-Eustache ;
- sur l'île de Saint-Barthélemy ;
- sur l'île de Saint-Martin.

## Publication originale
- Sparrman, 1784 : Lacerta sputator och Lacerta bimaculata, två nya Odlor från America. Kongliga Svenska vetenskaps-akademiens handlingar, ser. 2, vol. 5, p. 164-167.